# Cystobranchus meyeri
Cystobranchus meyeri är en ringmaskart som beskrevs av Hayunga och Grey 1976. Cystobranchus meyeri ingår i släktet Cystobranchus och familjen fiskiglar. Inga underarter finns listade i Catalogue of Life.